# Јакна
Јакна је мушка и женска одећа која покрива горњи део тела најчешће до струка. Јакне се носе као део моде и као заштитна одећа.

## Етимологија
Реч јакна потиче од француске речи jaquette, која води порекло од француског имена Жак.

## Врсте јакни
- Арктичка јакна - ескимска јакна или анорак, која се користи у пределима са веома ниским температурама
- Блејзер - већи од сакоа са израженим нараменицама
- Болеро - веома кратка женска јакна, коју су у почетку носили само матадори
- Вијетнамка - војна јакна америчке војске из периода Вијетнамског рата
- Пилотска јакна - спидфајерка - јакна коју носе пилоти и често је носе навијачи у Србији
- Маклауд јакна - кожна јакна са крзном која је добила назив по јунаку из серије Меклауд, Шериф из Њујорка
- Харингтонка - јакна која је добила назив по Харингтону, лику из серије Градић Пејтон кога тумачи Рајан О'Нил
- Виндјакна - јакна која се користи приликом јаког ветра
- Кабаница - јакна која се носи приликом кишних падавина

## Галерија
- Спидфајерка